# Raha (kamp)
Het kamp in Raha was een militair kampement bij de stad Raha op het eiland Muna voor de kust van Celebes. Dit kampement fungeerde tijdens de Japanse bezetting van Nederlands-Indië in de periode van 11 september 1944 tot 16 augustus 1945 als noodkamp voor krijgsgevangenen. Het werd ingericht voor krijgsgevangenen, die onderweg van Ambon naar Makassar door geallieerde acties niet verder konden worden getransporteerd.
Het kamp bestond uit een barakkencomplex met daarbij deels verlaten romoesjakamp tussen Raha en het gouvernement houtzaagbedrijf bij de haven.

## Aanleiding inrichting kamp
Dit kamp werd bevolkt door krijgsgevangenen die eerder in de Molukken te werk waren gesteld. Op 11 september 1944 waren hier al 133 overlevenden van een eerder 150 tal krijgsgevangenen die eerder uit Ambon-stad onder vuur waren genomen door geallieerde vliegtuigen. De overlevenden werden opgepikt door de Maros Manu en gingen op 22 september 1944 samen met 500 andere krijgsgevangenen door naar Makassar. Ook dit transport kende veel doden. Van de 633 krijgsgevangenen overleden er nog eens 306. Op 14 oktober 1944 kwamen er 440 krijgsgevangenen aan in Raha; een 200-tal was om het leven gekomen bij geallieerde luchtaanvallen en de boot was te zwaar beschadigd om verder te varen. Een poging om verder te varen strandde op 8 november 1944 wegens een luchtaanval waarbij 27 krijgsgevangenen de dood vonden. 

## Werkzaamheden
De krijgsgevangenen moesten houthakken, werken in de houtzagerij, het kamp schoon houden en oebi (zoete aardappel) aanplanten.

## Omstandigheden
De omstandigheden waren slecht. Er waren veel zieken en sterfgevallen als gevolg van beriberi en dysenterie. In totaal kwamen in Raha en tijdens de transporten naar Makassar ten minste 174 krijgsgevangenen om het leven.